# 木戛站
木戛站是位于云南省宣威市木戛村的一个铁路车站，邮政编码655423。车站建于1965年，有沪昆铁路经过该站，现办理客货运业务，车站及其上下行区间均已电气化。车站距离贵阳站327公里，隶属成都铁路局，是四等站。2012年12月6日，本站因六盘水-沾益复线开通而关闭。